# 다크룸 (성)
다크룸(darkroom)은 나이트클럽, 게이 사우나 등에 있는 성행위를 위한 방이다. 특히, 동성애계에서 널리 쓰이는 용어이다.
일반적으로 나이트 클럽, 섹스 클럽, 목욕탕 또는 성인 서점에 있는 방으로, 비즈니스 고객이 비교적 신중한 성적 활동에 참여할 수 있다. 어두운 방에는 일반적으로 조명이 거의 없거나 전혀 없으며, 황혼과 비밀스러운 분위기를 조성하기 위해 블랙라이트 또는 희미한 색상의 조명을 통합할 수 있다.